# Segwaypolo

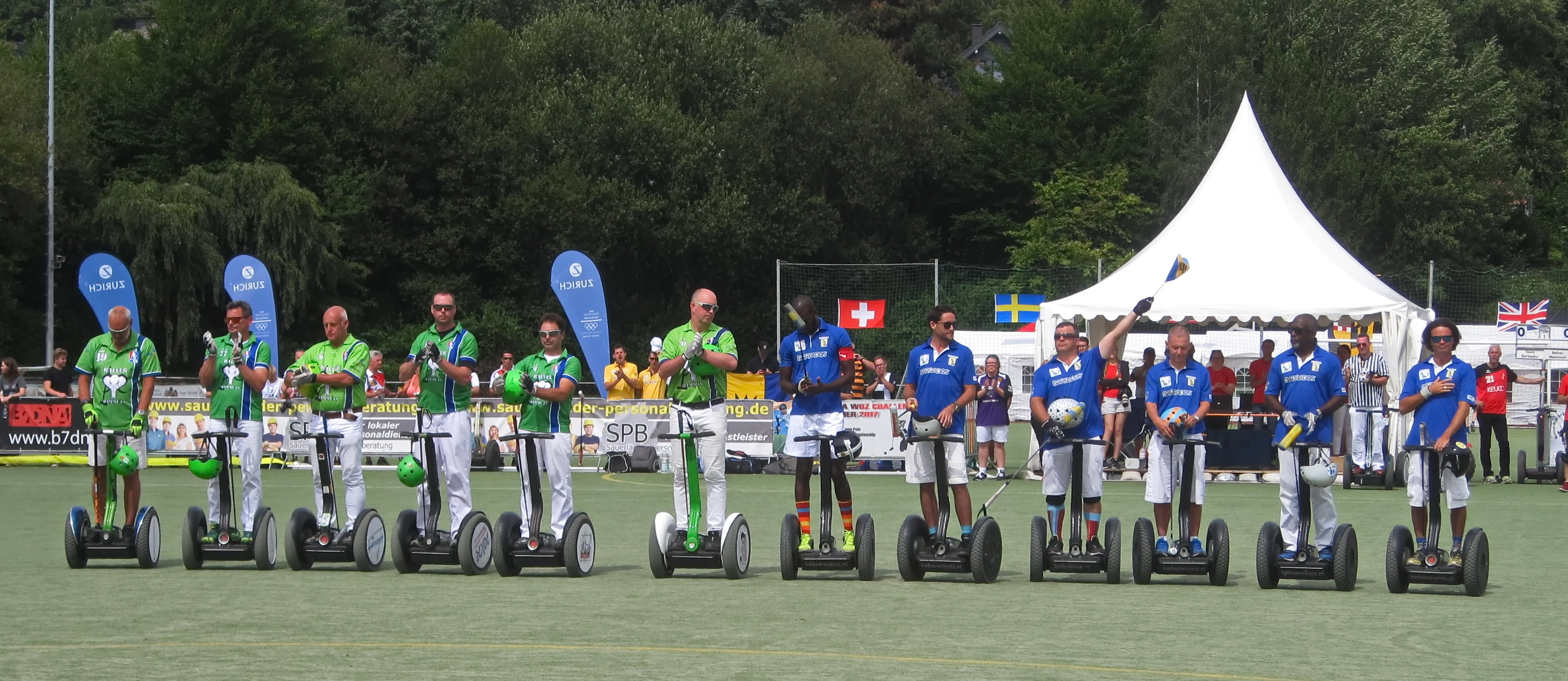
Endspielmannschaften Balver Mammuts (links) und Barbados Flyin Fish bei der Segwaypolo Weltmeisterschaft 2017 in Hemer.

Segwaypolo ist eine Mannschaftssportart, bei der ein auf einem Segway fahrender Spieler einen Ball mittels Mallet in das Tor der gegnerischen Mannschaft schlagen muss.

## Geschichte

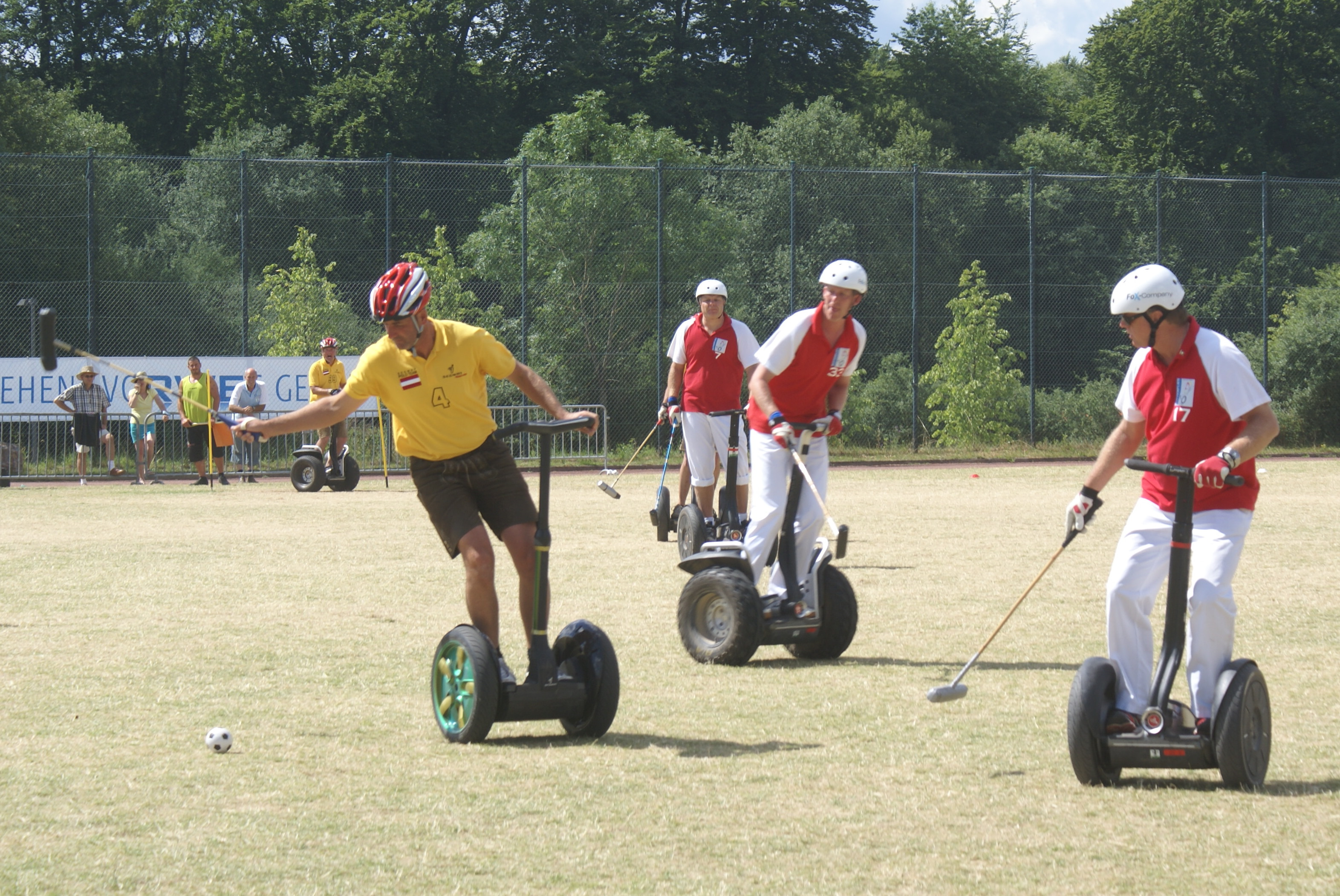
Europameisterschaftsspiel zwischen dem späteren Sieger Team Austria und den Hemer Butterflies.

Das erste offizielle Segway-Polo-Spiel fand in den USA statt. Es war ein Zwei-gegen-zwei-Spiel, an dem unter anderem die Bay Area Segway Enthusiasts Group (Bay Area SEG) teilnahmen.
Begonnen hatte es damit, dass Jonathan van Clute in der Halbzeit eines American-Football-Spiels der Minnesota Vikings den Bay Area SEG vorschlug, ein Polospiel gegeneinander zu veranstalten. Ein Mitglied der Bay Area SEG probierte das Polospielen mit einem Segway als Transportmittel aus und stellte fest, dass es funktionierte und Spaß machte. Nach einigen Monaten kam es am 11. Juli 2004 zu einem ersten offiziellen Spiel.
In der folgenden Zeit nahm die Bekanntheit der Sportart zu. Es gründeten sich Mannschaften in Neuseeland, den Vereinigten Arabischen Emiraten, Frankreich, Deutschland und der Schweiz. Ein erstes Regelwerk wurde erstellt.
Unter dem Namen „WOZ Challenge Cup“ wurden 2006 erstmals Turniere ausgerichtet, seit 2008 mitorganisiert durch die International Segway Polo Association (ISPA). Der Turniername WOZ Challenge Cup leitet sich vom Spitznamen des selbst spielenden Apple-Mitbegründers Steve Wozniak ab.
Erster Segwaypoloverein in Deutschland, der an einem Segway-Cup-Turnier teilnahm, waren die Funky Move Turtles aus Lohmar-Wahlscheid in der Nähe von Köln.
Vom 16. bis 18. Juli 2010 fand in Hemer auf dem Gelände der Landesgartenschau die erste offene Segway-Polo-Europameisterschaft statt.

## Regeln

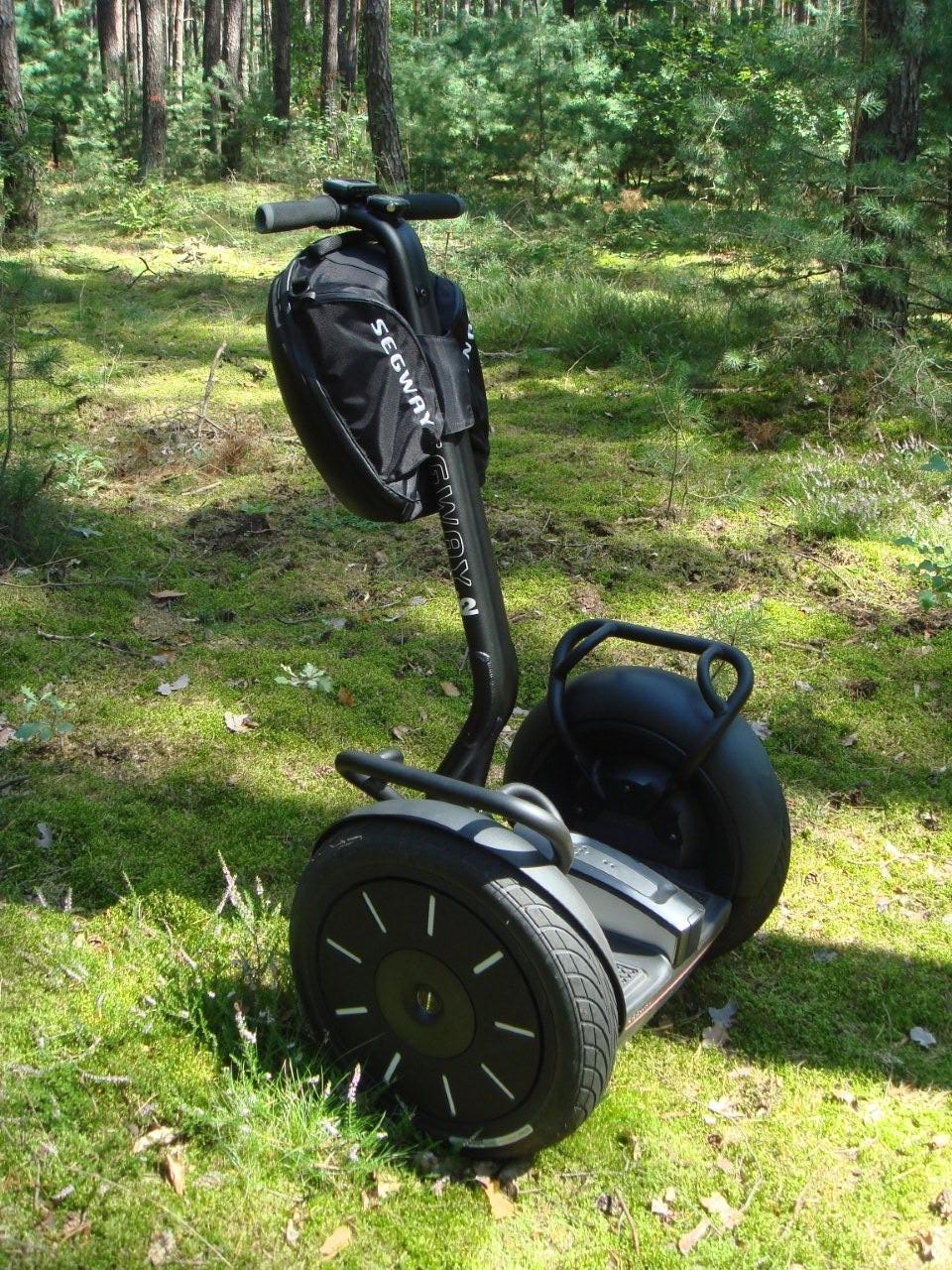
Segway im Detail

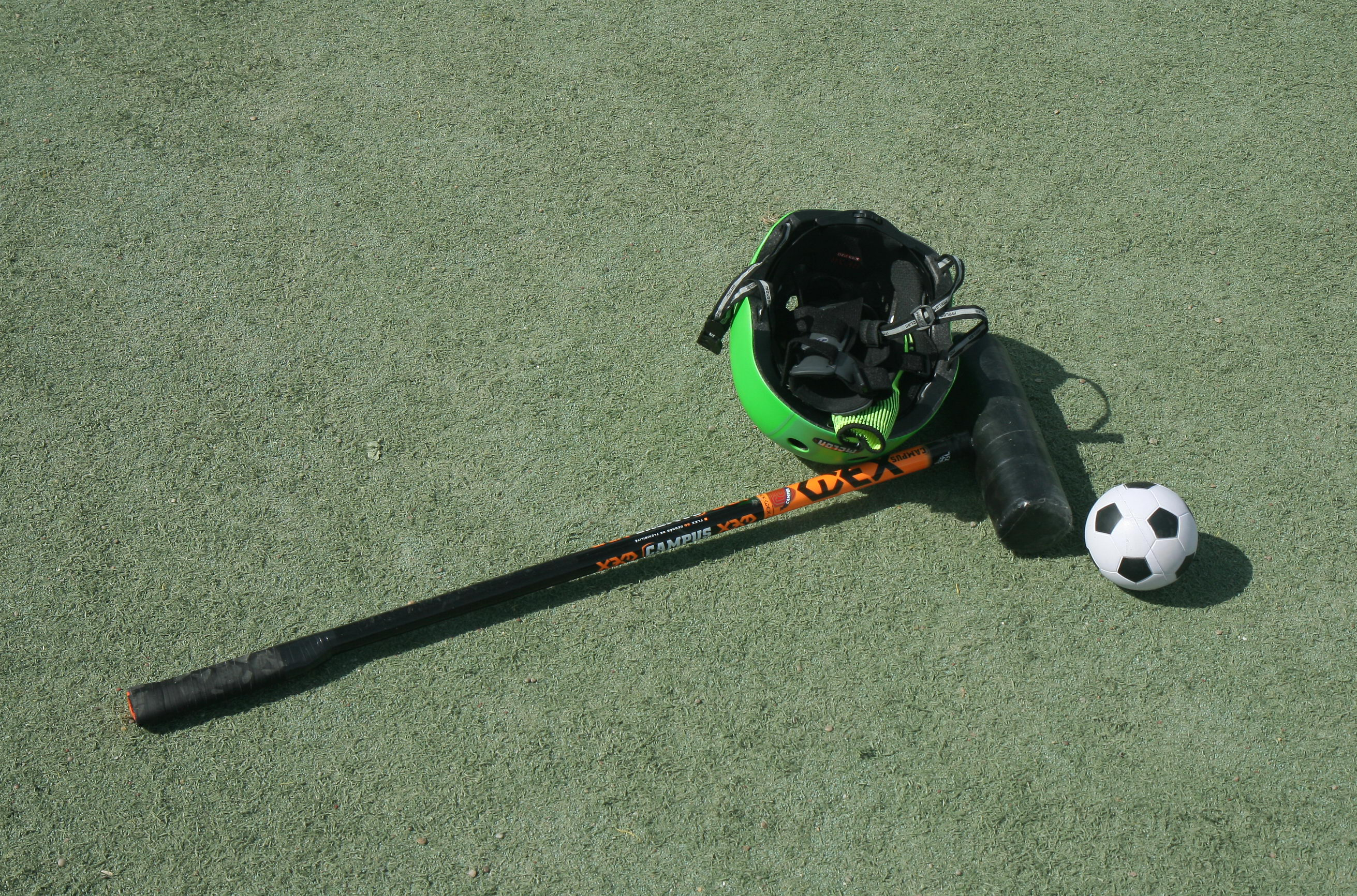
Helm mit Kinngurt, Schläger und Ball

Die Regeln sind recht nah am Polo. Die zwei gegnerischen Teams spielen jedoch zu je fünf Spielern.
Die Geschwindigkeit des Segway wird nur durch die Gewichtsverlagerung der Spieler auf dem Segway gesteuert, die Fahrtrichtung – je nach Segway-Modell – durch seitliches Schwenken der Lenkstange (Gen2) oder durch einen Drehgriff an der linken Lenkerseite (Gen1).

### Ausrüstung
Es wird auf einem Segway im Originalzustand gespielt, dessen Reifendruck zwischen 0,06 und 0,08 bar über- oder unterhalb des vom Werk vorgeschriebenen Druckes liegen muss. Die Geschwindigkeit des elektrobetriebenen Fahrzeuges darf 20 km/h nicht übersteigen.
Die Spieler müssen einen Helm mit Kinngurt tragen.
Die Maße des Schlägers sind auf eine Länge von höchstens 106,68 cm und einen Stieldurchmesser (Schaft) von 2,54 cm beschränkt. Der Schlagkopf am Ende darf einen Durchmesser von 7,62 cm und eine Länge von 22,86 cm nicht überschreiten. Er darf nicht mehr als 283,50 Gramm wiegen. Der Schlägerkopf wird mit einem geschlossen-zelligen Schaum (6 mm Stärke) gepolstert, um Verletzungen der Spieler zu vermeiden.
Der Ball hat einen Durchmesser von 10,16 cm. Er besteht aus zusammendrückbarem Schaumstoff, damit keine Spieler verletzt und an den Fahrzeugen keine Schäden angerichtet werden.

### Spielfeld
Das Spielfeld hatte bis Ende 2016 eine feste Größe von 61 Meter × 39 Meter mit seitlichen Begrenzungen. Um Segway auch auf Hockey- und Fußballspielfeldern veranstalten zu können, wurden zum 1. Januar 2017 die offiziellen Regeln der International Segway Polo Association (ISPA) so angepasst, dass die Spielfeldabmessungen in der Länge zwischen 55 Meter und 68 Meter und in der Breite zwischen 35 Meter und 43 Meter liegen dürfen. Sofern es machbar ist, soll die gesamte Spielfläche eine Größe von 2379 Quadratmeter haben.
In der Mitte jeder Torauslinie befindet sich das Tor. Der Abstand zwischen den Torinnenpfosten beträgt 2,4 Meter. Die Torpfosten müssen so flexibel gefertigt sein, dass der Spieler sie gefahrlos überfahren kann und sie sich dann ohne Hilfe rasch wieder aufrichten. Die Torhöhe, gemessen von der Unterkante der Torlatte bis zum Boden, liegt bei 1,5 Meter. Eine Toleranz von 5 Zentimeter plus/minus ist bei den Torabmessungen zulässig. Die Tore haben ein Netz mit einer maximalen Maschengröße von 5 Zentimeter. Die aus einem Halbkreis bestehende Torzone (Goalzone) vor jedem Tor muss markiert sein. Der Mittelpunkt des Halbkreises liegt in der Mitte des Tores. Der Radius ist gleich den Abmessungen der inneren Torbreite.
Der Strafstoßpunkt befindet sich von der Mitte der Torauslinie 15 Meter entfernt im Spielfeld. Die Ecken sind 10 Meter rechts und 10 Meter links davon, ebenfalls auf Höhe des Strafstoßpunktes. Diese Punkte müssen durch Klebeband oder Kreide sichtbar gemacht werden.
Die Grenzen des aus vier Feldern bestehenden Spielfeldes müssen durch Anbringung von Markierungslinien und/oder -hütchen klar erkennbar sein. Die Strafstoßlinien werden bei Meter 15, gemessen von den Torauslinien, entlang der Seitenlinien markiert. In der Mitte der Seitenlinien ist eine weitere Markierung angebracht.
Um das Spielfeld herum befindet sich eine 3 Meter breite Sicherheitszone.

## Dachverband
Die International Segway Polo Association (ISPA) mit Sitz in Kalifornien ist der Dachverband für den internationalen SegwayPolo-Sport.
Ziel der ISPA ist es, die sportlichen Aktivitäten zu koordinieren, ein einheitliches Regelwerk zu stellen und die Hilfe beim Aufbau neuer Segway-Polo-Teams.
Der ISPA-Vorsitzende Olaf Funke, Kapitän der Funky-Move Turtles aus Deutschland, kümmert sich um den Aufbau europäischer Teams.
SegwayPolo Deutschland e. V. mit Sitz in Lohmar fördert und koordiniert den Sport in Deutschland.

## Mannschaften
Mannschaften, die an einer Weltmeisterschaft (WM), Europameisterschaft (EM) oder deutschen Meisterschaft (DM) teilgenommen haben, sind:
| Verein                                                | Herkunft                       | Jahr                                                                                      | Austragungsort | Platz    |
| ----------------------------------------------------- | ------------------------------ | ----------------------------------------------------------------------------------------- | --- | -------- |
| Silicon Valley Aftershocks                            | Kalifornien                    | 2006 (WM) 2007 (WM) 2008 (WM) 2009 (WM) 2010 (WM)                                         | Auckland, Neuseeland San Francisco, Kalifornien Indianapolis, Indiana Köln, Deutschland Barbados                                                   |          |
| California Gold Rush                                  | Kalifornien                    | 2008 (WM) 2009 (WM)                                                                       | Indianapolis, Indiana Köln, Deutschland |          |
| New Zealand Pole Blacks                               | Neuseeland, Auckland           | 2006 (WM) 2007 (WM)                                                                       | Auckland, Neuseeland San Francisco, Kalifornien |          |
| Hannover Hot Wheels                                   | Deutschland, Hannover          | 2015 (WM) 2017 (WM)                                                                       | Köln, Deutschland Hemer, Deutschland |          |
| Funky Move Turtles                                    | Deutschland, Lohmar-Wahlscheid | 2008 (WM) 2009 (WM) 2010 (EM) 2010 (WM) 2011 (WM) 2012 (WM) 2012 (EM) 2015 (WM) 2017 (WM) | Indianapolis, USA Köln, Deutschland Hemer, Deutschland Barbados Folsom Stockholm, Schweden Balve, Deutschland Köln, Deutschland Hemer, Deutschland |          |
| Hemer Butterflies                                     | Deutschland, Hemer             | 2009 (WM) 2010 (EM) 2011 (EM) 2012 (WM) 2012 (EM) 2016 (EM) 2017 (WM)                     | Köln, Deutschland Hemer, Deutschland Berchtesgaden, Deutschland Stockholm, Schweden Balve, Deutschland Denia, Spanien Hemer, Deutschland           | 4 11     |
| Blade Pirates                                         | Deutschland, Solingen          | 2010 (EM) 2010 (WM) 2011 (WM) 2012 (WM) 2012 (EM) 2015 (WM) 2017 (WM)                     | Hemer, Deutschland Barbados Folsom, Kalifornien Stockholm, Schweden Balve, Deutschland Köln, Deutschland Hemer, Deutschland                        | 1 2 4    |
| Blade Dragons                                         | Deutschland, Solingen          | 2012 (DM) 2012 (WM) 2012 (EM) 2015 (WM) 2017 (WM)                                         | Möhnesee, Deutschland Stockholm, Schweden Balve, Deutschland Deutschland Köln, Deutschland Hemer, Deutschland                                      |          |
| Blade Gliders                                         | Deutschland, Solingen          | 2011 (WM) 2012 (DM) 2012 (WM) 2012 (EM)                                                   | Folsom, Kalifornien Möhnesee, Deutschland Stockholm, Schweden Balve, Deutschland                                                                   |          |
| Blade Allstars                                        | Deutschland, Solingen          | 2013 (WM)                                                                                 | Washington, D.C., USA | 3        |
| Team Barbados (Barbados Flyin Fish von 2009 bis 2011) | Barbados                       | 2009 (WM) 2010 (WM) 2011 (WM) 2012 (EM) 2017 (WM)                                         | Köln, Deutschland Barbados Folsom, Kalifornien Balve, Deutschland Hemer, Deutschland                                                               | 1        |
| California Black Rose                                 | Kalifornien                    | 2009 (WM) 2010 (WM) 2017 (WM)                                                             | Köln, Deutschland Barbados Hemer, Deutschland |          |
| SegwayPolo Austria                                    | Österreich                     | 2009 (WM) 2010 (EM) 2012 (WM) 2012 (EM)                                                   | Köln, Deutschland Hemer,Deutschland Stockholm, Schweden Balve, Deutschland                                                                         |          |
| Team Barbados Rum Runners                             | Barbados                       | 2010 (WM) 2017 (WM)                                                                       | Barbados Hemer, Deutschland |          |
| Oakland Junkyard Dogs                                 | Kalifornien, Oakland           | 2010 (WM)                                                                                 | Barbados |          |
| Stockholm Saints                                      | Schweden, Stockholm            | 2010 (WM) 2012 (WM) 2012 (EM) 2017 (WM)                                                   | Barbados Stockholm, Schweden Balve, Deutschland Hemer, Deutschland                                                                                 | 5 3      |
| Balver Mammuts                                        | Deutschland, Balve             | 2010 (EM) 2011 (EM) 2012 (DM) 2012 (WM) 2012 (EM) 2017 (WM)                               | Hemer, Deutschland Berchtesgaden, Deutschland Möhnesee, Deutschland Stockholm, Schweden Balve, Deutschland Hemer, Deutschland                      | 1 2      |
| Balver Caveman                                        | Deutschland, Balve             | 2012 (DM) 2012 (WM) 2012 (EM)                                                             | Möhnesee, Deutschland Stockholm, Schweden Balve, Deutschland                                                                                       | 7        |
| Vineyard Devils                                       | Österreich                     | 2012 (EM) 2015 (WM) 2016 (EM) 2017 (WM)                                                   | Balve, Deutschland Köln, Deutschland Denia, Spanien Hemer, Deutschland                                                                             | 4 10 3 7 |
| Team Cornwall                                         | Vereinigtes Königreich         | 2015 (WM) 2017 (WM)                                                                       | Köln, Deutschland Hemer, Deutschland | 9 14     |